# Steekbandkeramiek

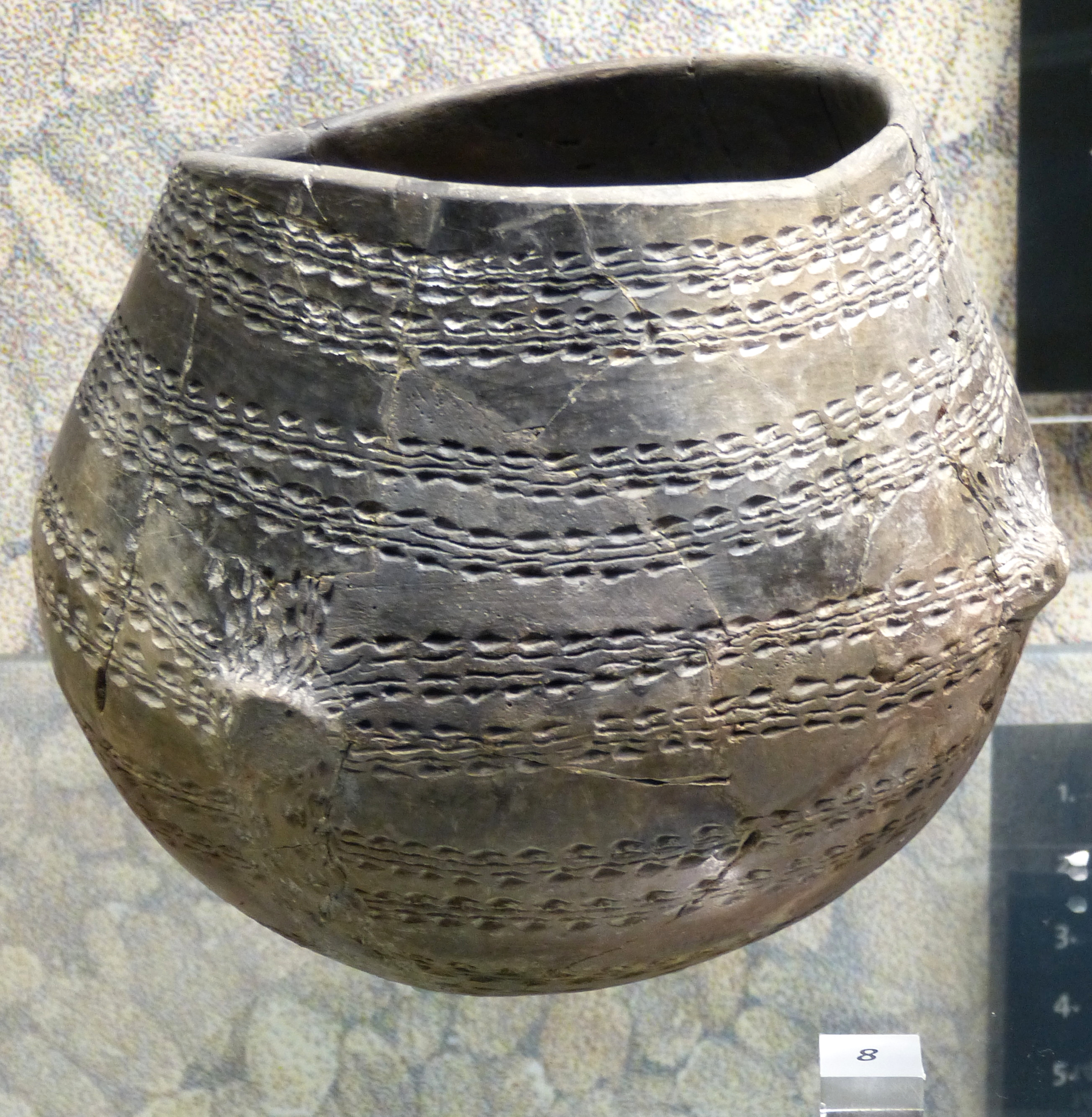
steekbandkeramiek uit Bad Frankenhausen, Museum voor Prehistorie en Vroege Geschiedenis in Thüringen (Weimar)

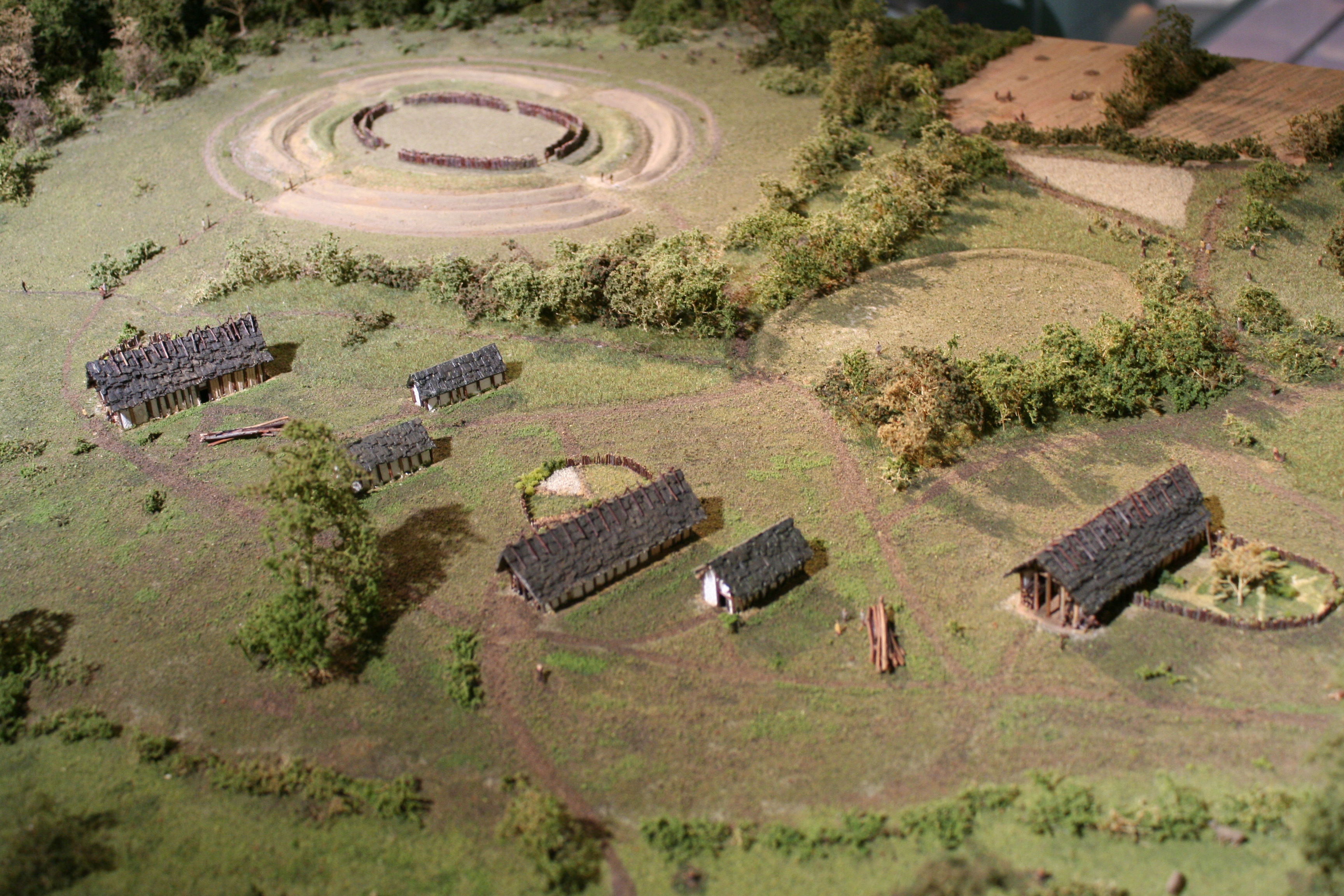
reconstructie van de nederzetting bij Dresden-Nickern

Het steekbandkeramiek (Duits: Stichbandkeramik, afgekort SBK, Engels: stroke-ornamented ware) is een archeologische cultuur uit het neolithicum in Midden-Europa. Het volgt op de lijnbandkeramiek en dateert van tussen 4.900 en 4.500 v.Chr.
Net als de lijnbandkeramiek is de cultuur van het steekbandkeramiek vernoemd naar de decoratietechniek op het aardewerk: de individuele motieven, hoekige banden en verticale en horizontale lijnen, zijn samengesteld uit vele steekvormige gaatjes.

## Verspreiding
Met het einde van de lijnbandkeramiek werd een trend naar een toenemende vorming van regionale groepen duidelijk. Het steekbandkeramiek is wijdverspreid in Beieren, Bohemen, Moravië, Oostenrijk, Saksen, Saksen-Anhalt, Thüringen en Zuid-Polen. Ongeveer ten westen van Lech en Main wordt de lijnbandkeramiek opgevolgd door de Hinkelsteincultuur, de Großgartachcultuur en de Rössencultuur.
Terwijl het vroege lijnbandkeramiek relatief uniform was in termen van aardewerk, woningbouw en gereedschapsinventaris, is het steekbandkeramiek sterk geregionaliseerd. In de loop van zijn ontwikkeling splitst het zich op in verdere regionale groepen: in Beieren vindt men de Oberlauterbach-groep, terwijl ten oosten ervan het Boheemse steekbandkeramiek wijdverspreid is en, net als het Poolse steekbandkeramiek een duidelijke invloed van de Lengyelcultuur vertoont.

## Aardewerk
De aardewerkinventaris van de steekbandkeramiek omvat flessen, kommen, schotels en zakachtig vaatwerk. Vaak zijn ze bedekt met de karakteristieke steekversiering. Daarnaast zijn er soms plastische versieringen in de vorm van knoppen, oogjes en plastische banden. Bijzonder kenmerkend zijn de naar boven getrokken handgrepen, ook wel hoornhandvatten genoemd. Antropomorfe sculpturen zijn ook sporadisch gevonden, bijvoorbeeld uit een nederzetting nabij Untermixnitz, gemeente Weitersfeld .

## Huizen
In tegenstelling tot het rechte langhuis van de ljnbandkeramiek hebben de huizen in de steekbandkeramiek licht uitbuikende lange zijden of, vooral in Polen, een trapeziumvormige plattegrond, maar bereiken toch aanzienlijke lengtes (tot 40 m). De huizen zijn paalbouwwerken, maar de daken worden voornamelijk gedragen door de muren. De muren waren gemaakt van vitselstek met leem tussen de steunpalen, die vaak dubbel waren.